# ۱۳۶۳ (میلادی)
۱۳۶۳ (میلادی) هزار و سیصد و شصت و سومین سال تقویم میلادی است.

## زادگان
- ۱۳ دسامبر – ژان شرلیه، نویسنده و الهی‌دان فرانسوی (د. ۱۴۲۹)
- 15 مه – امیر حسین ذاکرصفایی، طراح وب